# (37002) 2000 TP29
2000 TP29 (asteroide 37002) é um asteroide da cintura principal. Possui uma excentricidade de 0.22467290 e uma inclinação de 17.62385º.
Este asteroide foi descoberto no dia 3 de outubro de 2000 por LINEAR em Socorro.